# Aliança Republicana Nacionalista
A Aliança Republicana Nacionalista (em espanhol: Alianza Republicana Nacionalista, ARENA) é um partido político conservador e de direita de El Salvador. Foi fundado em 30 de setembro de 1981, por Roberto D'Aubuisson e Mercedes Gloria Salguero Gross.  A ARENA controlou a Assembleia Nacional até 1985, e seu próximo líder Alfredo Cristiani, foi eleito para a presidência em 1989. Assim, o partido esteve na presidência entre 1989 e 2009.
A Aliança Republicana Nacionalista (em espanhol: Alianza Republicana Nacionalista, ARENA) é um partido político conservador e de direita de El Salvador. Foi fundado em 30 de setembro de 1981, por Roberto D'Aubuisson e Mercedes Gloria Salguero Gross.  A ARENA controlou a Assembleia Nacional até 1985, e seu próximo líder Alfredo Cristiani, foi eleito para a presidência em 1989. Assim, o partido esteve na presidência entre 1989 e 2009.

## Resultados eleitorais

### Eleições presidenciais
| Data | Candidato apoiado      | 1ª Volta  | 1ª Volta  | 2ª Volta  | 2ª Volta  |
| Data | Candidato apoiado      | Votos     | %         | Votos     | %         |
| ---- | ---------------------- | --------- | --------- | --------- | --------- |
| 1984 | Roberto D'Aubuisson    | 376 917   | 29,8 (#2) | 651 741   | 46,4 (#2) |
| 1989 | Alfredo Cristiani      | 505 370   | 53,8 (#1) |           |           |
| 1994 | Armando Calderón Sol   | 641 108   | 49,0 (#1) | 818 264   | 68,3 (#1) |
| 1999 | Francisco Flores Pérez | 641 268   | 52,0 (#1) |           |           |
| 2004 | Elias Antonio González | 1 314 436 | 57,7 (#1) |           |           |
| 2009 | Rodrigo Ávila          | 1 284 588 | 48,7 (#2) |           |           |
| 2014 | Norman Quijano         | 1 047 592 | 39,0 (#2) | 1 489 451 | 49,9 (#2) |

### Eleições legislativas
| Data | Votos   | %         | Deputados | +/- | Status   |
| ---- | ------- | --------- | --------- | --- | -------- |
| 1982 | 430 205 | 29,3 (#2) | 19 / 60   |     | Oposição |
| 1985 | 286 665 | 29,7 (#2) | 13 / 60   | 6   | Oposição |
| 1988 | 447 696 | 48,1 (#1) | 31 / 60   | 18  | Governo  |
| 1991 | 466 091 | 44,3 (#1) | 39 / 84   | 8   | Governo  |
| 1994 | 605 775 | 45,0 (#1) | 39 / 84   | =   | Governo  |
| 1997 | 396 301 | 35,4 (#1) | 28 / 84   | 11  | Governo  |
| 2000 | 436 169 | 36,0 (#1) | 29 / 84   | 1   | Governo  |
| 2003 | 446 233 | 31,9 (#2) | 27 / 84   | 2   | Governo  |
| 2006 | 624 635 | 39,4 (#2) | 34 / 84   | 7   | Governo  |
| 2009 | 854 166 | 38,6 (#2) | 32 / 84   | 2   | Oposição |
| 2012 | 870 418 | 39,8 (#1) | 33 / 84   | 1   | Oposição |
| 2015 | 874 170 | 38,8 (#1) | 32 / 84   | 1   | Oposição |